# Lights and Shadows
A Lights and Shadows (magyarul: Fények és árnyak) a holland O’G3NE dala, mellyel Hollandiát képviselték a 2017-es Eurovíziós Dalfesztiválon, Kijevben. A dal belső kiválasztás során nyerte el az eurovíziós indulás jogát.

## Eurovíziós Dalfesztivál
A dalt a 2017. március 3-án mutatták be nyilvánosan.
A dalt az Eurovíziós Dalfesztiválon először a május 11-i második elődöntőben adták elő, fellépési sorrendben hatodikként a Romániát képviselő Ilinca és Alex Florea Yodel It! című dala után és a Magyarországot képviselő Pápai Joci Origo című dala előtt. Az elődöntőből a negyedik helyen jutottak tovább a május 13-i döntőbe, ahol fellépési sorrendben hatodikként léptek fel az Örményországot képviselő Artsvik Fly with Me című dala után és a Moldovát képviselő SunStroke Project Hey Mamma című dala előtt. A pontozás során a zsűri szavazáson összesítésben az ötödik helyen végeztek 135 ponttal (Ausztriától és Romániától maximális pontot kaptak), míg a nézői szavazáson a tizenkilencedik helyen végeztek 15 ponttal, így összesítésben 150 ponttal a verseny tizenegyedik helyezettjei lettek.
A következő holland induló Waylon Outlaw in ’Em című dala volt a 2018-as Eurovíziós Dalfesztiválon.